# Rheodithella
Genre
Rheodithella est un genre de pseudoscorpions de la famille des Tridenchthoniidae.

## Distribution
Les espèces de ce genre sont endémiques du Pakistan.

## Liste des espèces
Selon Pseudoscorpions of the World (version 3.0) :
- Rheodithella kalashana Dashdamirov & Judson, 2004
- Rheodithella swetlanae Dashdamirov, 2005

## Publication originale
- Dashdamirov & Judson, 2004 : A new genus of the pseudoscorpion family Tridenchthoniidae from Pakistan, with notes on the South American genus Cryptoditha Chamberlin & Chamberlin, 1945 (Arachnida: Pseudoscorpiones). Arthropoda Selecta, vol. 13, no 1/2, p. 45-50 (texte intégral).